# Barncluith House

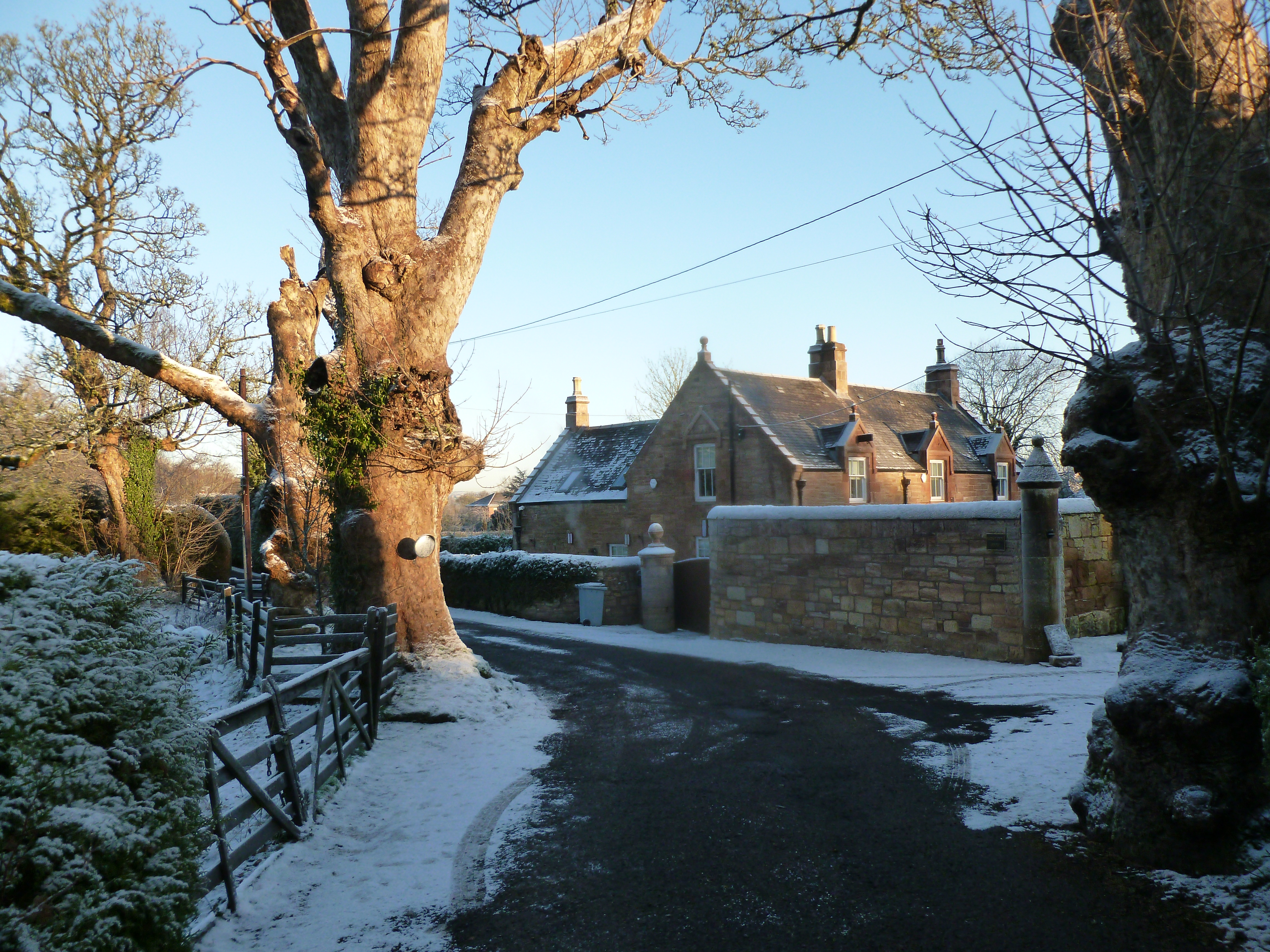
Pforte von Barncluith House

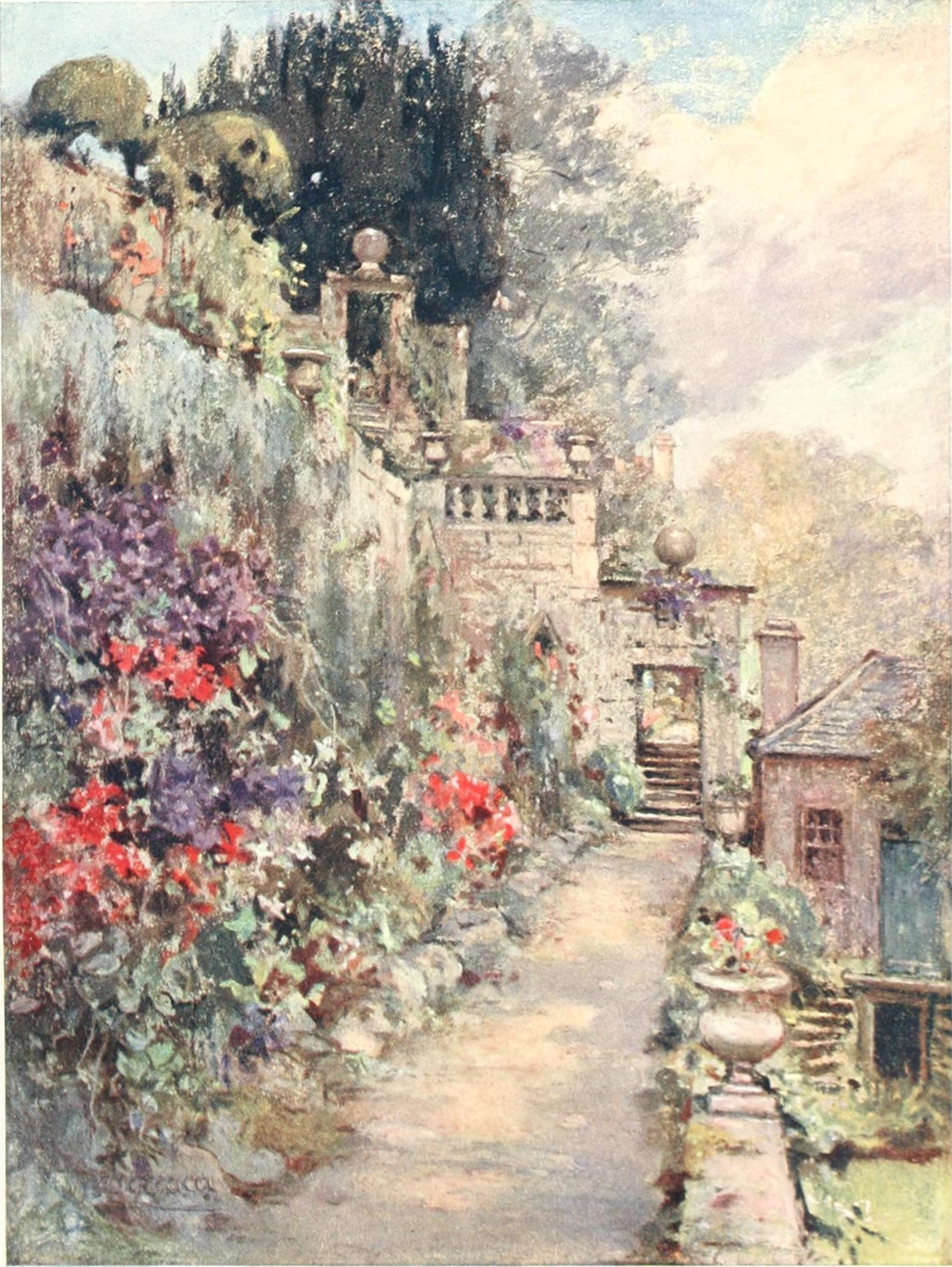
Gemälde der terrassierten Gärten von Barncluith House; 1908

Barncluith House ist ein Herrenhaus in Schottland. Es liegt in der Stadt Hamilton in der Council Area South Lanarkshire. 1971 wurde das Bauwerk in die schottischen Denkmallisten in der Kategorie B aufgenommen. Des Weiteren sind die zugehörigen terrassierten Gärten als Kategorie-A-Bauwerk klassifiziert. Zuletzt bilden vier Bauwerke des Anwesens zusammen ein Denkmalensemble der Kategorie A. Das Anwesen Barncluith ist im schottischen Register für Landschaftsgärten verzeichnet. In drei von sechs Kategorien wurde das höchste Prädikat „herausragend“ verliehen.
Das Herrenhaus steht am Ostrand von Hamilton am linken Ufer des Avon Water. Unweit befindet sich das Hamilton Monument.

## Geschichte
Vermutlich gehörten die Ländereien zunächst der normannischen Familie Machan. Ein Verwandter des Duke of Hamilton ehelichte im Jahre 1507 Anne Machan und gelangte so in den Besitz der Ländereien von Barncluith. Im selben Jahrhundert wurde am Standort ein Tower House errichtet, das bis heute erhalten ist. Der Enkel John Hamilton kehrte im Jahre 1583 nach Barncluith zurück. Er ließ das Tower House restaurieren und stieß die Anlage der Gärten an.
Die Keimzelle von Barncluith House dürfte in den 1730er Jahren entstanden sein. Vermutlich war der schottische Architekt William Adam daran beteiligt. Eine Überarbeitung von Barncluith House im viktorianischen Stil wurde im folgenden Jahrhundert durchgeführt. Im Laufe der Jahrhunderte war Barncluith House häufig verpachtet und sah mehrere Eigentümer.
Nach dem Abbruch von Hamilton Palace im Jahre 1927 wurden erhaltene Ornamente des Palastes in die Gärten integriert.